# Dossier (Medium)
Dossier (Eigenschreibweise: DOSSIER) ist ein 2012 gegründetes österreichisches Medium für investigativen Journalismus und Datenjournalismus.
Einen besonderen Fokus legt das Medium auf Themenbereiche wie Korruption, Ausbeutung und Systemversagen. Rechercheergebnisse werden oftmals multimedial aufbereitet und dargestellt. Die Artikel erscheinen auf der Website dossier.at und seit 2019 im gleichnamigen Printmagazin.

## Organisation und Finanzierung
Um die Unabhängigkeit zu bewahren, schaltet Dossier keine Werbung und hat daher keine Werbeeinnahmen. Die Finanzierung stützt sich auf die Dossier-Mitgliedschaft, bei der Mitglieder ein Print- und Digital-Abonnement erhalten, auf Mediendienstleistungen und auf Recherchekooperationen mit anderen Medien. Mitglieder sowie andere Spender werden auf der Website in der Regel aufgeführt.
Als Vorbild nennt Dossier die US-Plattform ProPublica.
Nach dem Ausfall einer Recherche-Kooperation kämpfte Dossier im April 2021 mit Finanzierungsproblemen und wandte sich mit einem Aufruf zur Unterstützung an die Öffentlichkeit. Zu diesem Zeitpunkt verfügten 2.000 Personen über eine Mitgliedschaft bei Dossier. Innerhalb weniger Tage konnte die Anzahl zahlender Mitglieder auf 5.000 Personen erhöht und das Überleben des Mediums gesichert werden.

## Geschichte
Dossier wurde 2012 von vier Journalistinnen und Journalisten sowie einem Mediengestalter gegründet. Zunächst als gemeinsame Rechercheplattform gedacht, wurde das Projekt anfangs über einen Verein betrieben. 2016 wurde die Dossier GmbH gegründet und die Website von dieser übernommen.
Die meisten Recherchen und Artikel von Dossier erscheinen in Ausgaben mit thematischen Schwerpunkten.
Logischer Fokus vieler Recherchen ist die Öffentliche Verwaltung in Österreich. Dabei wurden Schwerpunkte u. a. auf das öffentliche Wohnwesen und das Asylwesen gelegt. Im Zuge dessen luden Asylwerber Journalisten der Plattform in ihr Quartier ein, wo Schimmel und andere Missstände dokumentiert wurden. 2015 wurde Dossier.at deshalb wegen Besitzstörung verurteilt.
Ebenso war die Inseratenvergabe öffentlicher Stellen mehrmals Thema in Hinblick auf vermutete Inseratenkorruption. Im Vorfeld der Wienwahl 2015 zählte Dossier täglich die in sechs Tageszeitungen geschaltenen Inserate von politischen Parteien und der öffentlichen Hand, und visualisierte dies als "Inseratenrennen".
Die Glücksspielbranche und die Rolle des ORF als Glücksspielveranstalter wurde mehrmals thematisiert. Eine Datenanalyse zeigte, dass die Spielautomatendichte zunimmt, je niedriger das Durchschnittseinkommen in einem Bezirk ist.
Ein weiterer Fokus ist die österreichische Boulevardmedienbranche. Dossier widmete bislang der Gratiszeitung Heute, der Kronen Zeitung sowie dem Medienkonzern Österreich/oe24.at je eine Ausgabe.
Ab 2015 kooperierte Dossier mit Puls 4 bei Recherchen für die Steuerverschwendungs-Sendung "Bist du deppert". Ab 2019 folgte eine ähnliche Recherchekooperation mit dem ORF für "Gute Nacht Österreich".
2017 brachte Dossier gemeinsam mit dem Falter einen Film und eine Graphic Novel zur BUWOG-Affäre unter dem Titel "Supernaked" heraus. Ebenfalls 2017 stellte Dossier gemeinsam mit Profil einen öffentlichen Datenraum mit über 1.000 Dokumenten zur Eurofighter-Affäre online.
2018 deckte Dossier auf, dass das österreichische Bundesheer Raubkopien in Verwendung hatte. 
In den letzten Jahren waren auch Verbände und Unternehmen, denen in Österreich ein großer Einfluss zugeschrieben wird, Thema von Recherchen. 2018 wurde der ÖSV beleuchtet sowie der Vorwurf der sexualisierten Gewalt im Skisportbetrieb (MeToo) thematisiert. 2019 recherchierte Dossier zum Waffenhersteller Glock, 2020 zur OMV.
Dossier initiierte 2020 gemeinsam mit dem Verband Filmregie Österreich den "Ibiza-Preis". Diese Auszeichnung würdigt audiovisuelle Beiträge von besonderer gesellschaftlicher Relevanz. Erstmals wurde 2020 das sogenannte Ibiza-Video mit Heinz-Christian Strache und Johann Gudenus ausgezeichnet.

## Internationale Kooperationen
Dossier ist Mitglied im Global Investigative Journalism Network und im Organized Crime and Corruption Reporting Project.

## Auszeichnungen
- Walther-Rode-Preis 2013, Wien
- Robert-Hochner-Preis 2014, Wien
- Medienzukunftspreis der Österreichischen Medientage 2014, Wien
- Otto-Brenner-Preis 2014, Berlin
- Prälat-Leopold-Ungar-JournalistInnenpreis 2014, Wien
- Dr.-Karl-Renner-Publizistikpreis 2015 in der Kategorie Online, Wien
- Concordia-Preis 2023 in der Kategorie Pressefreiheit[12][13]